# Observatório Pierre Auger

"Chuva" de Partículas sobre os detectores

O Observatório de Raios Cósmicos Pierre Auger é a maior instalação voltada para a detecção e o estudo das partículas energéticas, os chamados raios cósmicos ultra-energéticos, que podem chegar a energias cerca de 10 milhões de vezes superior às alcançadas pelos atuais aceleradores de partículas. Está localizado em uma região no oeste da Argentina, aos pés da Cordilheira dos Andes no Deserto de El Nihuil ou Pampa Amarilla, e está no estágio final de sua construção.
O Observatório Pierre Auger foi idealizado em 1992 pelo físico norte-americano James Cronin (Prêmio Nobel de Física de 1980) e pelo escocês Alan Andrew Watson, e recebeu esse nome em homenagem ao físico que descobriu os “chuveiros aéreos extensos” ou a “chuva” de partículas.
O Observatório faz parte de um projeto internacional que reúne cerca de 250 pesquisadores, entre físicos e engenheiros de 55 instituições mundiais. Ao todo, 15 países participam do Observatório Auger, dividindo um orçamento de construção calculado em cerca de US$50 milhões.
A escolha do local foi decidida em uma reunião realizada na sede da Unesco em Paris, em novembro de 1995 e a Argentina foi escolhida como local de instalação no hemisfério sul. Está prevista também a construção de uma estrutura semelhante nos Estados Unidos, para investigar o céu setentrional.

## Estrutura

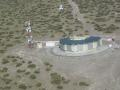
Auger - vista aérea

O Observatório Pierre Auger é um detector híbrido que emprega dois métodos independentes para detectar e estudar os raios cósmicos de alta energia.
Uma tecnologia está baseada na terra e detecta partículas de alta energia a partir de sua interação com a água. A outra tecnologia rastreia a evolução da "chuva" de partículas pela observação de luz ultravioleta emitida na alta atmosfera da Terra.
A estrutura terrestre do Auger ocupa uma área de 3.000 km², onde será instalado um total de 1.600 tanques (Cenrenkov), medindo 3,6m de diâmetro e 1,6m de altura, com capacidade para armazenar 12.000 litros de água com alto grau de pureza, espalhados pela vasta planície e separados por 1500m, servindo como detectores de superfície.
Cada um dos seis telescópios (também denominados telescópios de fluorescência) é formado por um conjunto de espelhos cujo diâmetro total chega a 3,7 m. A radiação que atinge o espelho é refletida sobre um conjunto de 440 sensores fotomultiplicadores, que convertem a luz em sinal elétrico.
Empregar esses dois métodos de observação proporciona ao observatório alta qualidade de informação, ajudando aos cientistas a produzir dados com maior precisão, comparando resultados de diferentes tipos de detecção sobre os tipos de partículas nos raios cósmicos primários.
Outro observatório, o Auger Norte, com 10.000 km² de área, será construído nos Estados Unidos, no Colorado.
A instalação de observatórios em ambos os hemisférios será importante para aumentar a extensão de detecção e observação de maior número de eventos.

### Desafios tecnológicos
Para alimentar toda a instrumentação eletrônica e a transferência de dados para 1.600 tanques espalhados por uma área de 3.000 km², com instalações através de cabos seria, no mínimo, pouco prático. A solução foi estabelecer a comunicação entre os tanques por meio de antenas de telefonia celular e as informações transmitidas aos computadores conectados ao sistema. O GPS (sistema de posicionamento global)  indica com precisão de bilionésimos de segundo, o tempo que a "chuva" de partículas leva para chegar à superfície. Para a alimentação elétrica individual para cada tanque foram adotados painéis solares com tecnologia desenvolvida pela NASA para viagens espaciais.
A operação dos detectores de fluorescência requer um local com ar limpo, noites claras, atmosfera seca e pouquíssima luz ambiental, por isso foi necessário a escolha de uma área desértica.

## Como funciona

### Os detectores de superfície

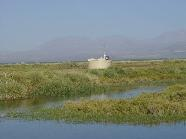
Tanque de detecção

Os tanques repletos de água e completamente às escuras, possuem sensores fotomultiplicadores instalados na parte interna. Quando as partículas carregadas chegam ao solo, atravessam os tanques próximos à velocidade da luz e entram em contato com a água, liberando radiação ultravioleta. Esse efeito é chamado de Cherenkov, que acontece porque as partículas estão se movimentando com uma velocidade maior que a da luz do meio e foi descoberto pelo soviético Pavel Cherenkov (1904-1990) Prêmio Nobel de Física de 1958.
Os sensores fotomultiplicadores do tanque medem e convertem essa radiação em sinais elétricos, que são instantaneamente enviados para a central de dados. Extensivas “chuvas” contêm bilhões de partículas secundárias e podem causar simultaneamente explosões de luzes em mais de 5 tanques próximos.
Cientistas podem determinar a energia da partícula primaria do raio cósmico baseados no valor da luz detectadas na amostra de partículas secundarias. Pequenas diferenças nas posições dos tanques ajudam os cientistas a determinarem a trajetória da chegada do raio cósmico.

### Telescópios de fluorescência
Usado para captar a radiação ultravioleta liberada pelo contato dos raios cósmicos ultra-energéticos com as partículas na atmosfera terrestre, principalmente as de nitrogênio, que pode formar uma "cascata" com até bilhões de partículas, viajando em direção ao solo com velocidade próxima à da luz.
Cada um dos telescópios é formado por um conjunto de espelhos cujo diâmetro total chega a 3,7 m. A radiação que atinge o espelho é refletida sobre um conjunto de 440 sensores, chamados de fotomultiplicadores, que convertem a luz em sinal elétrico.
Os telescópios que foram projetados para captar essa radiação conseguem registrar a passagem de uma lâmpada de 4 watts viajando próxima à velocidade da luz (aproximadamente 300 mil km/s), a mais de 15 km de distância de suas lentes, que é invisível para o olho humano - mas não para o detector óptico do observatório Auger.
Os detectores de fluorescência do Laboratório Auger são muito mais sensíveis e suas lentes são capazes de captar "chuvas" de partículas se desenvolvendo à grandes distâncias e sua câmeras são capazes de filmar as luzes produzidas à distâncias superiores a 15 km.
Ocasionalmente uma "cascata" poderá ocorrer em um lugar onde dois detectores de fluorescência possam gravar, o que permitiria ser muito precisa a medição da direção de origem dos raios cósmicos. O detector de fluorescência é capaz de detectar a energia total de uma "chuva" de partículas secundária, que é aproximadamente semelhante à energia dos raios cósmicos primários. O total de energia dos raios cósmicos é mais difícil de ser determinada com o detector de superfície, que mostram uma fração pequena da energia das partículas.
A comparação de dados entre os dois métodos, permite aos cientistas entender melhor os dados de ambos os métodos detectores e trabalhar no incremento e exatidão das duas tecnologias. Enquanto os detectores de fluorescência apenas trabalham em noites sem luz, os detectores de superfície estão sempre operando, indiferente das condições atmosféricas.
Em noites de céu límpido e luar pouco intenso, os dados vindos dos detectores de superfície são complementados com os dos telescópios de fluorescência. Desse modo, cerca de 10% dos eventos são capturados simultaneamente pelas duas técnicas.

## Objetivos
Raios Cósmicos

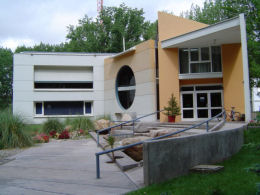
Observatório Pierre Auger

O Observatório Pierre Auger foi construído para detectar partículas com energias acima de 10EeV (1019eV). Os raios cósmicos são constituídos de partículas subatômicas que viajam pelo espaço em alta velocidade, atingindo a Terra constantemente. A energia dos raios cósmicos costuma ser medida em 'gigaelétron'-volts (GeV), ou seja, bilhões de elétron-volts (eV).
Além de tentar resolver um dos maiores problemas teóricos da Astrofísica atual e a origem dos raios cósmicos ultra-energéticos, o projeto também vai tentar resolver a incógnita do corte GZK (iniciais para Greisen-Zatsepin-Kuzmin). Esse corte estabelece que raios cósmicos com mais de 5 x 1019 eV não podem vir de regiões mais distantes do que 3,3.108 anos luz (cada ano-luz equivale a 9,5 trilhões de km), porque ao percorrer distâncias superiores, teoricamente acabariam perdendo energia pela interação com os fótons da radiação cósmica de fundo em micro-ondas. Desta forma, prevê-se que os raios cósmicos não possam ter energias superiores a 60 bilhões de GeV (ou 0,06 ZeV – zetaelétron-volts).
Entretanto, partículas com energias que desafiam o limite GZK (zévatrons) já foram observadas e são extremamente raras – A estimativa é que apenas um zévatron caia por quilômetro quadrado por século.
Com uma taxa de zévatrons tão baixa caindo na terra, é necessário que observatórios sejam instalados em vastas áreas a fim de detectar um número suficiente deles e tentar desvendar o mistério. Está previsto que uma média de 30 partículas de alta energia devem atingir por ano a área reservada ao Observatório Pierre Auger.
A infra-estrutura e os dados coletados pelo observatório estarão também disponíveis a outros cientistas para possíveis aplicações em outras áreas.

## Países participantes
Argentina,  Austrália,  Bolívia,  Brasil, República Tcheca, França, Alemanha, Itália, México, Países Baixos, Polônia, Portugal, Eslovênia, Espanha, Reino Unido, Estados Unidos, e Vietnã.